# كوش آداسى
کوش‌ آداسی هي بلدة سياحية تركية على ساحل بحر إيجة في محافظة أيدين.